# Mystique féminine
La mystique féminine (en allemand Frauenmystik) est un courant spirituel mystique chrétien qui connaît une certaine importance du XIIe au XIVe siècle en Europe centrale.
Bien qu'elle ait en commun avec elles la stigmatisation et l'expérience extatique de l'eucharistie, la mystique féminine se distingue des autres formes de mystique chrétienne par une expérience corporelle du Christ particulière, en tant que mère ou par  le mariage mystique. La mystique féminine précède de peu le courant de la mystique rhénane et partage certains éléments avec celui-ci. 

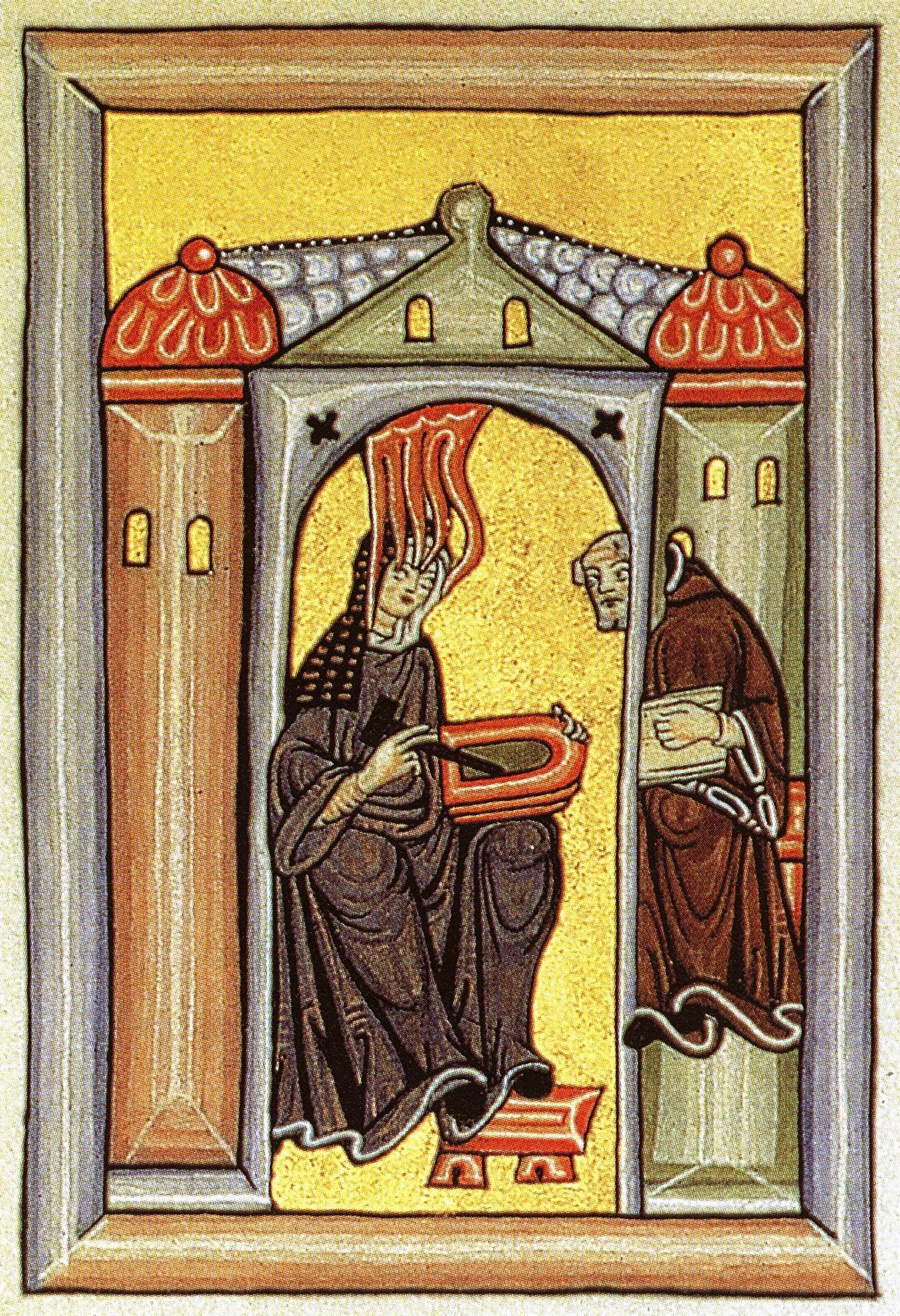
Hildegarde recevant l’inspiration divine, manuscrit médiéval.

## Débuts de la mystique féminine durant le haut Moyen Âge
La première mystique féminine allemande est Hildegarde de Bingen, qui dit avoir reçu des visions prophétiques et les avoir retranscrites. Elle les transmet lors de ses voyages et de prêches publics. 
Aux XIIe et XIIIe siècles, le clergé observe et décrit, dans la Principauté de Liège, au Duché de Brabant ainsi qu'en Italie que de plus en plus de religieuses pratiquent de nouvelles formes de dévotion au Christ et à Marie, impliquant des vœux de chasteté, de l'ascèse et des vœux de pauvreté, aussi bien que des extases et des adorations eucharistiques extrêmes. Ces femmes mystiques sont largement décrites par les hagiographes dans les vitae. Il s'agit principalement de religieuses, comme les cisterciennes Lutgarde de Tongres, Ida de Léau, Ida de Löwen, Adelheid de Scharbecke, Ida de Nivelles et Béatrice de Nazareth, la bénédictine Julienne de Cornillon, ou encore des femmes telles que Christine l'Admirable, Ivette de Huy et Christine de Hane (de).
Contrairement aux ordres masculins, qui exerçaient ouvertement leur spiritualité dans le monde avec des activités telles que la fondation de monastères, l'organisation de couvents ou la lutte contre les hérétiques, les religieuses allemandes, en particulier les béguines et les cisterciennes, ont développé leur propre spiritualité tournée sur leur vie intérieure, avec des visions, des expériences intenses d'union avec le Christ et une expérience extatique de l'Eucharistie. Les expériences physiques du Christ comprenaient le fait de ressentir les battements du cœur de Jésus ainsi que des rencontres directes avec Jésus enfant, Jésus âgé de douze ans ou avec Jésus en Homme de douleurs.
Bien que l'on puisse supposer que ces femmes pieuses (mulieres sanctae ou religiosae) étaient éduquées et alphabétisées, à l'exception d'un traité de Béatrice de Nazareth, aucun témoignage personnel du début de la mythique féminine ne nous est parvenu et il ne reste que les vitae écrites par les hagiographes et les Schwesternbuch pour le relater.

## Les béguines et mystiques hors des couvents

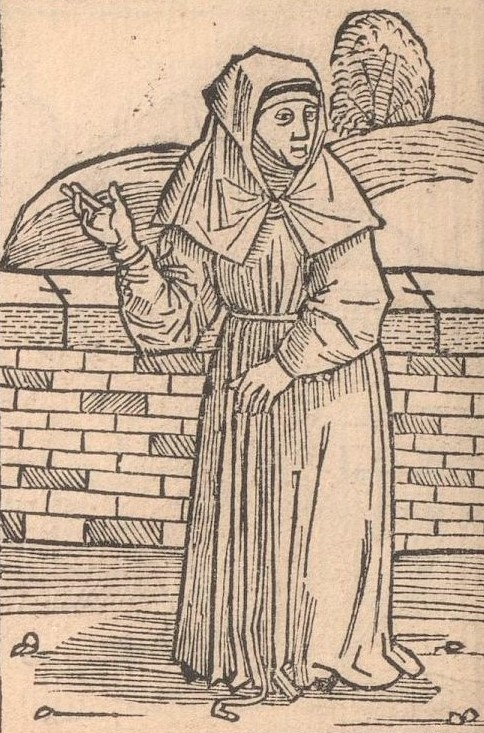
Gravure sur bois représentant une béguine, tirée de l'ouvrage Des dodes dantz, Lübeck 1489.

Au XIIIe siècle, les béguines, qui partagent les particularités de la mystique féminine mais intègrent également des éléments de la mystique rhénane sont de plus en plus exposées à la suspicion ecclésiastique d'hérésie parce qu'elles professent  dans des communautés laïques très difficilement contrôlables et qu'elles suivent leurs propres enseignements. Parmi elles, très peu de femmes ont laissé des traces écrites :
- L'auteure Hadewijch d'Anvers (XIIIe siècle) a basé ses travaux sur des modèles existants, en partie courtois et  poétiques. Il a été suggéré qu'elle a écrit ses écrits en tant qu'enseignante exilée à ses disciples.
- Mathilde de Magdebourg (1207–1282) a rassemblé une collection d'écrits religieux et mystiques sous le titre La lumière fluente de la divinité, dans un style littéraire s'écartant de la tradition et faisant appel à des métaphores inédites et des néologismes. Ses écrits firent scandale et les béguines, après des années de persécution, se retirèrent au monastère cistercien de Helfta (de).
- Marguerite Porete (milieu du XIIIe siècle – 1310), qui a d'abord enseigné dans le Hainaut et plus tard à Paris et dont les vues théologiques étaient proches de son contemporain Maître Eckhart, a été brûlée comme hérétique récidiviste en 1310 pour avoir continué à diffuser son livre Le Miroir des âmes simples.

Hormis la tradition d'une expérience mystique de proximité avec le Christ et Dieu, il n'y a pas d'unicité dans la mystique des béguines dans les pays germanophones, notamment lorsque l'on considère les visions d'autres béguines, comme celles de Christina de Stommeln. Ce que ces auteures ont en commun est une spéculation mystique sur l'amour direct de Dieu pour les croyants, immédiate et sans l'influence des institutions ecclésiales. Elles se distinguent ainsi des mulieres sanctae allemandes du XIIe siècle qui respectaient strictement la hiérarchie ecclésiale. En raison de leurs pratiques peu orthodoxes, les béguines seront ouvertement persécutées dès le début du XIVe siècle et leurs adeptes ont été exhortées à rejoindre les communautés monastiques.

## Mystique féminine dans le Moyen Âge tardif

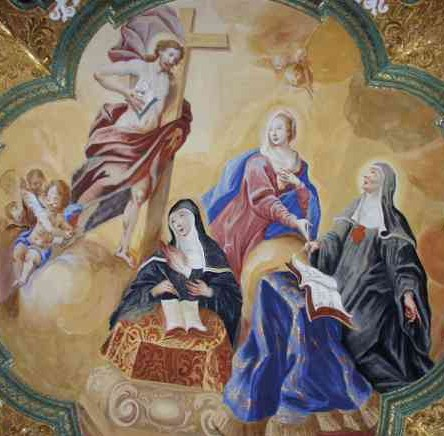
Gertrude de Helfta et Mechtilde de Hackeborn.

À Helfta, Mechtilde de Hackeborn succède à Mathilde de Magdebourg et, accompagnée de son élève Gertrude de Helfta, elles  rédigent le Liber specialis gratiae (Le livre de la Grâce spéciale) et le Legatus divinae pietatis (Les bienfaits de la piété divine), dans lesquels elles décrivent et dépeignent leur quotidien et les rites stricts observés au couvent, mais également de nombreuses expériences mystiques féminines, des visions ou des rémissions divines. La mort y est célébrée comme une allégorie du mariage mystique. Les deux femmes auraient également assumé d'importantes responsabilités au sein de la hiérarchie cléricale, ce qui ne leur était normalement pas permis en tant que femmes. 

Près d'Helfta, les couvents de dominicaines du sud de l'Allemagne et de la Suisse deviennent des hauts lieux de la mystique féminine. Les religieuses dominicaines présentent les vitae des moniales dans des récits appelés Schwesternbuch, qui rapportent également des témoignages de Vies de Grâces (de) (en allemand : Gnadenviten), comparables aux premiers mystiques du Brabant et de Liège. Dans des descriptions précises, les religieuses témoignent de leur pratique ascétique, de l'épreuve spirituelle de la maladie et de la rencontre avec Dieu qui en découle, et, le plus souvent, d'une expérience physique du Christ incluant, entre autres, la confrontation avec les blessures du Christ, des expériences sensorielles agréables, les sensations de la grossesse de Marie et une approche plus qu'allégorique de Jésus-Christ en tant qu'époux à travers l'embrassement, le baiser et l'union. Les principales représentantes de ces expériences mystiques sont  Marguerite Ebner et Christine Ebner ainsi que Anne de Munzingen (de), Adélaïde Langmann (de) et Lukardis d'Oberweimar (de). Ces mystiques féminines sont également influencées par des pasteurs tels que Henri Suso, Henri de Nördlingen (de) ou Friedrich Sunder (de) - ce dernier, qui était l'aumônier d'un couvent dominicain, a également une Vita rédigée dans le style propre à la mystique féminine.

## Autres mystiques féminines

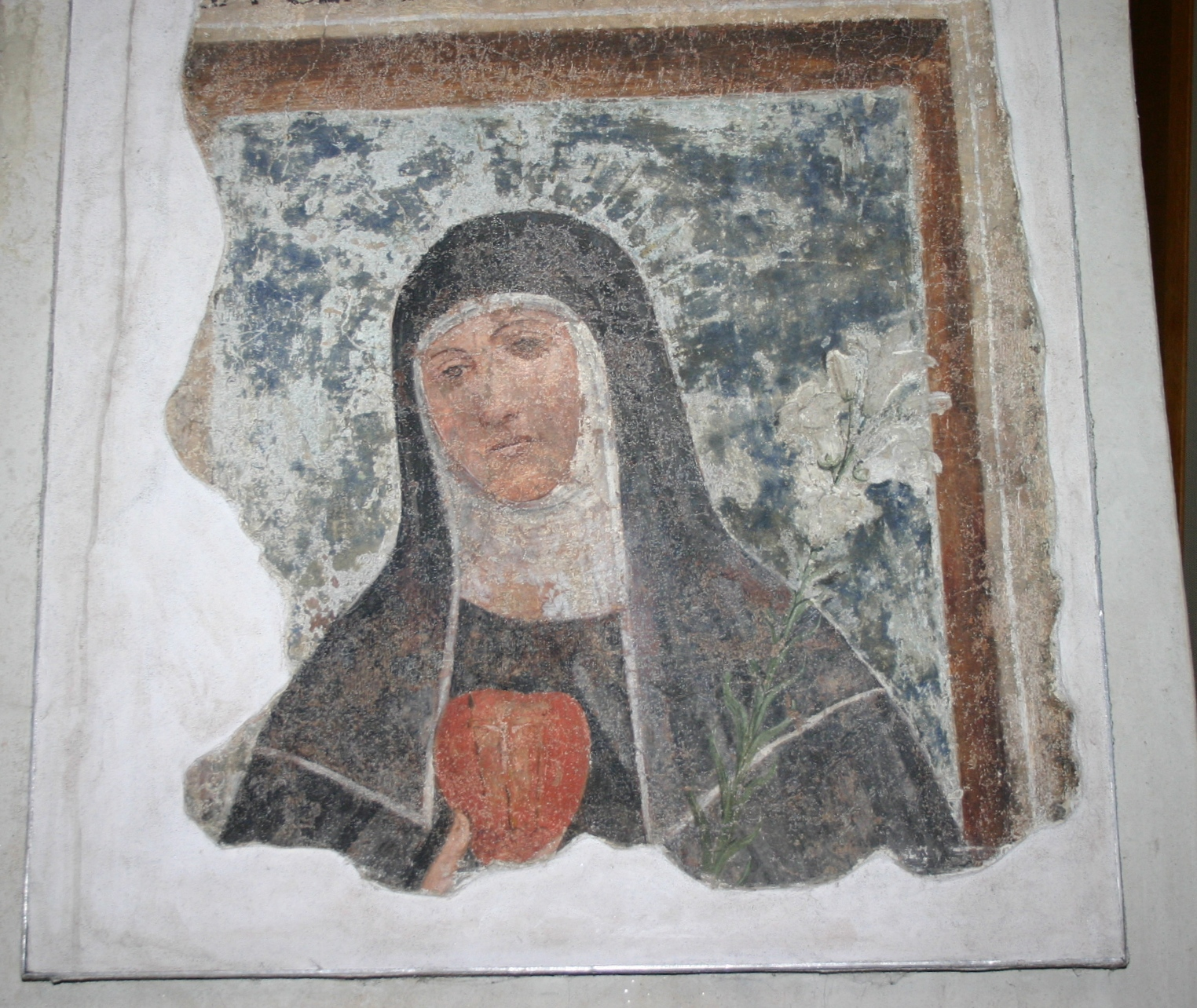
La croix dans le cœur de Claire de Montefalco.

On trouve également des mystiques féminines en France et en Italie qui, cependant, ne peuvent pas être clairement rattachées à un courant particulier, comme Alpais de Cudot, Marguerite de Cortone et Claire de Montefalco, qui expérimente la stigmatisation intérieure et dit ressentir la croix de Jésus dans son cœur. Des expériences mystiques similaires sont rapportées par Marie-Françoise des Cinq-Plaies, Sainte Brigitte de Suède et Catherine de Ricci. Au cours des siècles ultérieurs et dans d'autres régions également, des femmes dont les expériences mystiques présentent les mêmes caractéristiques que les mystiques féminines médiévales sont apparues. La stigmatisation, la nourriture exclusive par le corps du Christ (notamment sous la forme d'hostie) ou l'expérience mystique du cœur de Jésus sont ainsi des traits fréquemment communs aux expériences rapportées par les mystiques féminines des régions catholiques.

## Réception
De nombreux contemporains étaient déjà sceptiques voire négatifs quant aux révélations des mystiques féminines, en raison de l'opinion désobligeante envers les femmes autodidactes au Moyen Âge. Sachant qu'elles ne seraient pas prises au sérieux, ces mystiques ont souvent fait directement appel à la sagesse divine dans leurs enseignements plutôt que de se lancer dans des controverses théologiques avec des théologiens masculins. Les prétentions d'autorité des femmes n'étant souvent soutenues ou tolérées au sein du clergé que si celles-ci représentaient les positions officielles de la hiérarchie ecclésiastique, faute de quoi elles étaient condamnées pour hérésie. Ainsi le mystique David d'Augsbourg les met en garde contre ces visions et des révélations mystiques et les blâme de chercher à acquérir de nouvelles connaissances au lieu de se concentrer seulement sur la purification spirituelle.
Les visions sulfureuses de la béguine autrichienne Agnès Blannbekin selon lesquelles elle se sent goûter le saint Prépuce lors de l'Eucharistie ont conduit à sa mise à l'index au XVIIIe siècle.
La recherche historique aussi bien que théologique a été pendant longtemps très critique vis-à-vis des témoignages autobiographiques de vies de grâce monastiques. Les textes des Schwesternbuch du Moyen Âge tardif étaient en particulier considérés comme des témoignages superficiels d'une mystique de l'expérience qui transférait maladroitement dans le corporel des métaphores théologiques et témoignait ainsi d'une ignorance spirituelle. D'après la thèse d'Herbert Grundmann, la raison de l'importante expansion de la mystique féminine est une augmentation de la littérature d'édification religieuse populaire écrites pour les femmes, les mystiques féminines interprétant simplement les textes théologiques (écrits par des théologiens masculins) trop littéralement. Des études plus récentes, en revanche, mettent la description de l'expérience physique de la présence du Christ au premier plan et la présentent comme une particularité du mysticisme féminin ou examinent le caractère littéraire des textes, qui seraient potentiellement purement métaphoriques. 